# Безик, Эдмонд
Эдмонд Безик (перс. ادموند بزيک‎; род. 12 августа 1975, Тегеран) — иранский футболист, нападающий.

## Карьера

### Клубная карьера
Во взрослом футболе дебютировал в 1994 году в клубе «Арарат» (Тегеран), за молодёжную команду которого выступал на протяжении предыдущих четырёх сезонов. Вместе с командой выступал на протяжении двух лет, отметившись 22 забитыми мячами.
В 1996 году стал выступать за команду клуба «Персеполис», трижды становясь чемпионом Ирана, а в сезоне 1998/99 завоевав Кубок Хазфи. В 2001 году подписал контракт с клубом «Сепахан», с которым в сезоне 2002/03 стал лучшим бомбардиром чемпионата Ирана. В 2006 году ненадолго перешёл в «Шардари» (Бендер-Аббас), вновь став чемпионом страны, после чего вернулся в родной клуб «Арарат» (Тегеран), где в 2009 году и завершил футбольную карьеру.

### Карьера в сборной
В 1999 году дебютировал в официальных матчах в составе национальной сборной Ирана. Всего в составе сборной принял участие в семи матчах, не отметившись забитыми мячами.

### Тренерская карьера
После заверения игровой карьеры Безик на протяжении одного года возглавлял тренерский штаб своего бывшего клуба «Арарат» (Тегеран), а также работал с молодёжным составом команды «Персеполис».

## Достижения
«Персеполис»
- Чемпион Ирана: 1996/97, 1998/99, 1999/2000
- Обладатель Кубка Хазфи: 1998/99

«Сепахан»
- Чемпион Ирана: 2002/03
- Обладатель Кубка Хазфи: 2003/04